# Stefan Moschko
Stefan Moschko (* 1. Juli 1960 in Winden (Pfalz)) ist ein deutscher Manager und Verbandsfunktionär.

## Leben und Karriere
Stefan Moschko entstammte einer Eisenbahnerfamilie (sein Vater Paul Moschko und sein Großvater Franz Moschko waren schon bei der Bundes- bzw. Reichsbahn).
Nach Besuch der Handelsschule in Wörth am Rhein absolvierte Stefan Moschko eine kaufmännische Ausbildung zum Groß- und Außenhandelskaufmann in Landau in der Pfalz sowie die Weiterbildung zum Personalfachkaufmann.
Stefan Moschko arbeitet seit 1980 für die Siemens AG. Er war unter anderem Personalleiter an verschiedenen Standorten in Deutschland und ist Head of People & Organization Germany bei der Siemens AG für die operative Personalarbeit des Konzerns. Moschko ist verheiratet und wohnt in Winden (Pfalz) und in Berlin.

## Verbandspolitische Tätigkeit
Moschko ist seit Oktober 2021 Präsident der Vereinigung der Unternehmensverbände in Berlin und Brandenburg, dem Dachverband der Arbeitgeber- und Wirtschaftsverbände in der Hauptstadtregion. Zugleich ist er Vorstandsvorsitzender des Verbands der Metall- und Elektroindustrie in Berlin und Brandenburg e.V. (VME), einem Arbeitgeberverband. Beim VME ist er als Vorsitzender des Mitgliederrats der Verhandlungsführer bei Tarifverhandlungen mit der IG Metall für das Tarifgebiet Berlin-Brandenburg mit etwa 100.000 Beschäftigten.

## Politisches Engagement
Moschko ist seit 1976 Mitglied der CDU, seit 2012 gehört er dem Wirtschaftsrat der CDU an. Von 1999 bis 2003 war er Mitglied im Verbandsgemeinderat der Verbandsgemeinde Kandel sowie im Ortsgemeinderat Winden. Moschko wurde bei der Kommunalwahl am 9. Juni 2024 zum Ortsbürgermeister von Winden gewählt.

## Weitere Ämter
- Alternierender Vorstandsvorsitzender der Deutschen Rentenversicherung Berlin-Brandenburg[5]
- Ehrenamtlicher Richter beim Bundesarbeitsgericht[6]
- Mitglied im Verwaltungsrat der Siemens-Betriebskrankenkasse[7]
- Präsident der UVB Unternehmensverbände Berlin-Brandenburg
- Mitglied des Präsidiums und Mitglied des Vorstandes der BDA | Bundesvereinigung der Deutschen Arbeitgeberverbände e.V.
- Vorsitzender der Landesvertretung des BDI und Gast des Präsidiums – BDI Bundesverband der Deutschen Industrie e. V.
- Vorstandsvorsitzender des BFW Berufsförderungswerks Berlin-Brandenburg e. V.
- Vorstandsvorsitzender des VME Verbands der Metall- und Elektroindustrie in Berlin und Brandenburg e. V.
- Mitglied des Vorstandes und des Tarifpolitischen Vorstandes des Gesamtmetall | Gesamtverbands der Arbeitgeberverbände der Metall- und Elektro-Industrie e.V.
- Geschäftsführer der KompTime GmbH
- Aufsichtsratsmitglied der Berlin Partner für Wirtschaft und Technologie GmbH
- Mitglied im Wirtschaftsrat der CDU e.V. – Landesverband Berlin-Brandenburg